# Osso de Cinca
Osso de Cinca è un comune spagnolo di 732 abitanti situato nella comunità autonoma dell'Aragona.